# 早期中国史研究
早期中国史研究（そうきちゅうごくしけんきゅう、Early and Medieval Chinese History、愛称EMCH）は、早期中国史研究会（台北（台湾））によって刊行された学術雑誌。上代から中世にかけての東洋史や中国歴史研究が中心。

## 概要
発起者は鄭雅如博士（中央研究院歴史語言研究所）、蔡宗憲博士（中興大学文学部）、林韻柔博士（逢甲大学文学部）、涂宗呈博士（成功大学文学部）などの研究者。構想や経営や遂行は主に趙立新博士（当時台湾大学文学部）。
阿部幸信博士（中央大学文学部）、安部聡一郎博士（金沢大学文学部）、徐沖博士（復旦大学文学部）、Dr. Kwok-yio Wongなど日本や中国大陸やカナダからの参加者もある。いままで、中国中古史青年学者聯誼会との間に連携活動が行われることです。
最新刊は第12巻（2020年刊行）。

## メンバー
張廣達、Albert Dien、陳弱水、甘懐真、李明仁、李廣健、陳識仁、王國堯、阿部幸信、安部聡一郎、張文昌、黄玫茵、劉屹、孫英剛、徐沖、川田修、土口史記、藤井康隆、呉曉筠、趙立新、蔡宗憲、林韻柔、李昭毅、王安泰、鄭雅如、涂宗呈、林宗閲、許凱翔、呉修安、王萬雋、陳珈貝、林楓珏、邱建智、胡雲薇、劉欣寧、曾堯民、林欣儀、李龢書、李文仁、鄭娟芝、劉宏毅、古怡青、傅揚、謝自達、徐雅琳、黄旨彦、黄雅玟、李志鴻、林慧芬、林世偉、林靜薇、蔡長廷、游逸飛、郭珮君、曾名郁、鄭宗賢、劉永中、林佩瑩、呂明善。

## 機関
- 第一巻編集長：蔡宗憲（中興大学文学部歴史学研究科）
- 第二巻編集長：林韻柔（東海大学文学部歴史学研究科；逢甲大学文学部）
- 第三巻編集長：趙立新（曁南国際大学人文学部歴史学研究科）
- 第四巻編集長：李昭毅（朝陽科技大学教養学部；中正大学歴史学研究科）
- 第五巻編集長：王安泰（台湾大学文学部歴史学研究科；南開大学歴史学院）
- 第六巻編集長：王萬雋（東呉大学文学部歴史学研究科；中国文化大学文学部史学科）
- 第七巻編集長：涂宗呈（成功大学文学部歴史学研究科）
- 第八巻編集長：鄭雅如（中央研究院歴史語言研究所）
- 第九巻編集長：許凱翔（曁南国際大学歴史系）
- 第十巻編集長：李昭毅（中正大学歴史系）
- 第十一巻編集長：鄭雅如（中央研究院歴史語言研究所）
- 第十二巻編集長：趙立新（曁南国際大学歴史系）

各巻編集委員会メンバー
- 第一巻：林韻柔、涂宗呈、王萬雋、林宗閲、林楓珏、邱建智〔、趙立新〕
- 第二巻：趙立新、呉修安、王萬雋、許凱翔、黄旨彦〔、涂宗呈、林宗閲〕
- 第三巻：李昭毅、許凱翔、林楓珏、郭珮君、林慧芬〔、李龢書〕
- 第四巻：王安泰、鄭雅如、鄭宗賢、林楓珏、郭珮君
- 第五巻：王萬雋、林韻柔、許凱翔、郭珮君、林慧芬
- 第六巻：涂宗呈、許凱翔、林欣儀、林宗閲、蔡長廷〔、林韻柔〕
- 第七巻：鄭雅如、曾堯民、林宗閲、蔡長廷、李志鴻
- 第八巻：蔡宗憲、趙立新、胡雲薇、許凱翔、李志鴻
- 第九巻：陳識仁、李昭毅、林欣儀、蔡長廷、李志鴻、黄庭碩
- 第十巻：林佩瑩、林欣儀、陳識仁、游逸飛、楊曉宜、蔡長廷
- 第十一巻：呉修安、許凱翔、曾堯民、趙立新、劉欣寧、蔡長廷
- 第十二巻：林韻柔、林佩瑩、涂宗呈、游逸飛、許凱翔、蔡長廷

## ISSN
ISSN: 2075-0366

## 参考
- 〈發刊辞〉，趙立新、蔡宗憲，『早期中国史研究』第1巻（2009.7）。
- 台湾国家図書館．台湾期刊論文インデックスシステム：『早期中国史研究』，2009-12-22。
- 「早期中国史研究会成立」．台湾大学歴史学研究科．学界学術ニュース，2009-11-5。
- 「台湾《早期中国史研究》創刊」，往復論壇，2009-11-17[リンク切れ]。
- 『早期中国史研究』，關尾史郎のブログ:2011年05月。
- 「拝受 早期中国史研究 第1巻」，Marginal Notes & Marginalia，2009年12月2日。